# Tony Gemignani
Anthony Felix Gemignani (23 de agosto de 1973) es pizzero 13 veces campeón mundial de pizza, maestro instructor en la International School of Pizza, dos veces medallista de oro de Food Network, restaurador de 21 conceptos, autor y personalidad de televisión. Gemignani es el presidente de World Pizza Champions, también posee múltiples récords Guinness y es el propietario y chef ejecutivo de varios restaurantes.

## Carrera y vida tempranas
Gemignani nació en Fremont, California, de Frank y Eileen Gemignani. Creció en la granja de albaricoques de su familia con su abuelo, padres y hermano mayor, y es un estadounidense de origen italiano de tercera generación.
Gemignani se graduó de Washington High School en Fremont, después de lo cual comenzó a trabajar en el restaurante de su hermano Frank Jr., Pyzano's, en Castro Valley, California, en 1991. Gemignani comenzó su carrera acrobática de pizza mientras estaba en Pyzano's como una forma de entretener a los clientes y para mostrar la calidad de la masa a los comensales. Compitió en todo el mundo, ganando 8 títulos de campeones del mundo por acrobacias de pizza entre 1995–2007, y ganándose el apodo de «el Michael Jordan del lanzamiento de pizza». Gemignani viajó por el mundo durante 16 años, compitiendo, trabajando en cocinas ajenas y aprendiendo sobre estilos regionales que le permitieron aprender cada estilo de pizza y perfeccionarla.
En 2000, durante su luna de miel en Sorrento, Italia, él y su esposa, Julie, cenaron en la pizzería Trianon da Ciro en Nápoles, lo que lo motiva a una búsqueda de por vida para seguir aprendiendo y esforzarse por convertirse en un mejor pizzaiolo, prestando especial atención a La auténtica artesanía de cada estilo de pizza, respetando su historia, mientras se esfuerza por mejorarla. Esta actitud dio origen a su lema, Respect the Craft («Respeta el oficio»), que se puede ver en sus sitios web, libros e incluso tatuarse en sus manos.
Gemignani formó el World Pizza Champions en 2005, que está compuesto por más de 60 miembros del equipo que obtuvieron los más altos premios en la industria de la pizza, junto con apariciones en televisión, Guinness World Records y respeto como profesionales líderes y pioneros en la industria de la pizza.
En 2007, Gemignani se llevó el título de «Campeón Mundial de Pizza» en la World Pizza Cup en Nápoles, Italia. Gemignani fue el primer no-napolitano en ganar este título. Esa noche tuvo que ser escoltado fuera del escenario por la policía local e instó a no alegrarse por temor a ser atacado por la multitud. Gemignani es el primer y único ganador de la Triple Corona por hornear en el Campeonato Internacional de Pizza en Lecce, Italia, lo que significa que ganó tres títulos de primer lugar en una competencia.

## Restaurantes

### Tony's Pizza Napoletana

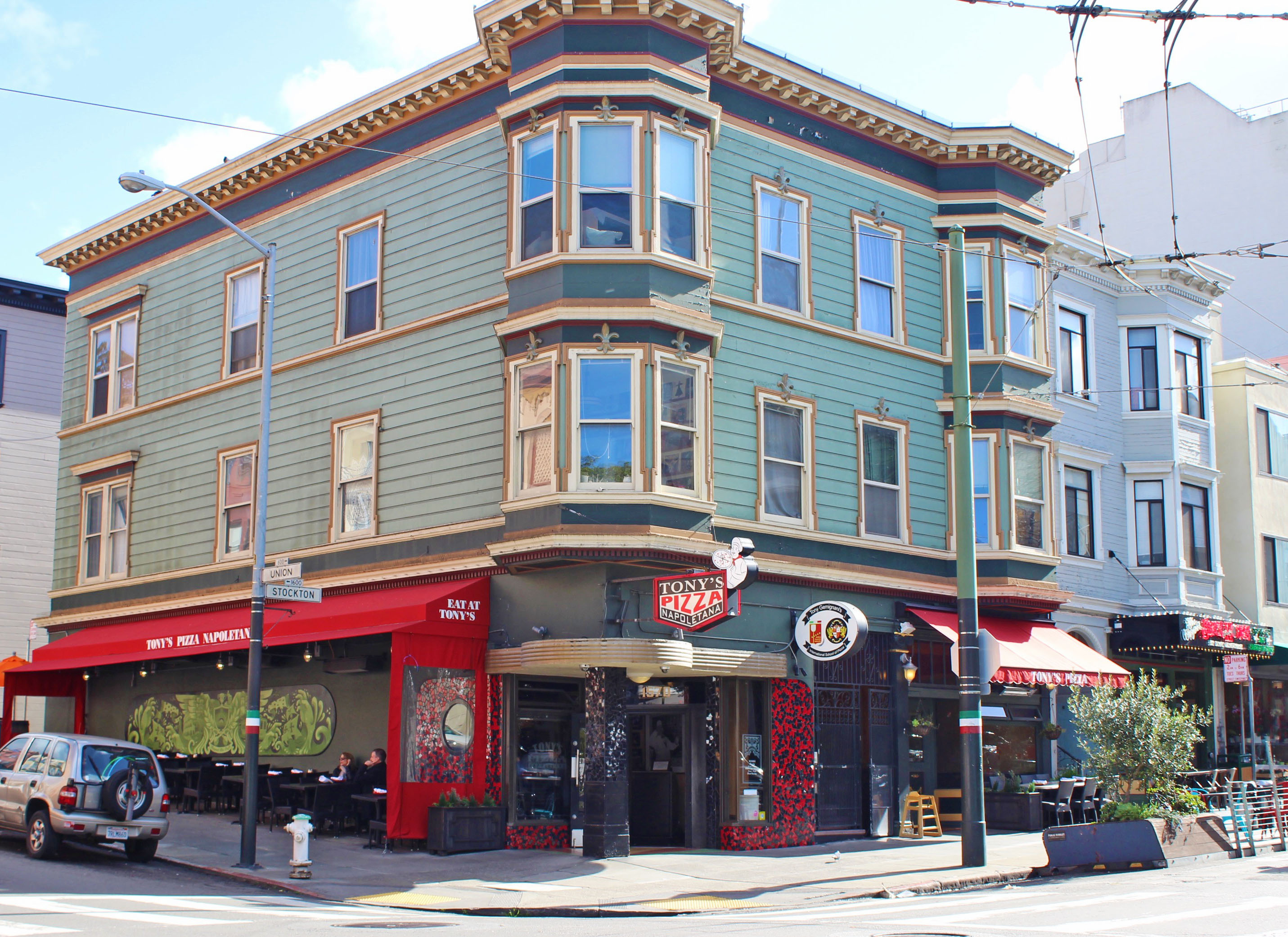
Tony's Pizza Napoletana en San Francisco (California).

Gemignani abrió su primer restaurante, Tony's Pizza Napoletana, en julio de 2009, con sus socios Bruno DiFabio y Nancy Puglisi, en North Beach de San Francisco. El restaurante tiene 7 hornos de pizza.
Tony's Pizza Napoletana es reconocida como una de las mejores pizzerías de la ciudad. Además de ser nombrado The Best Pizzeria in America por la revista Forbes, el restaurante ha recibido múltiples reconocimientos en varias publicaciones, tanto locales como nacionales, incluyendo Zagat USA Today, The San Francisco Chronicle, The Huffington Post, Food and Wine, Travel + Leisure y Fox News entre otros.

### The Original Slicehouse & Coal-Fired Pizza

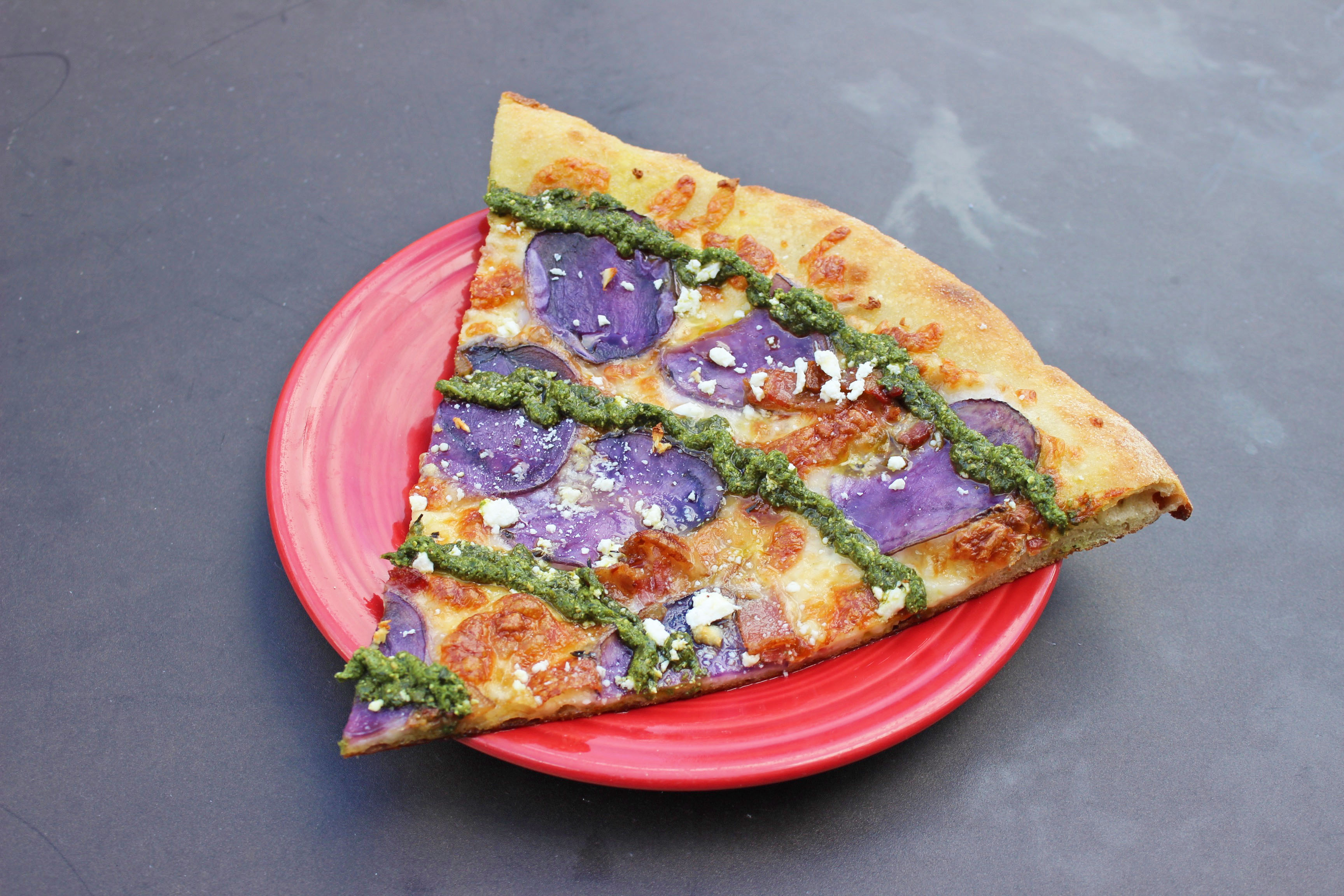
New York Style Slice, el pesto de papa morada en Tony's Coal-Fired Pizza and Slicehouse en San Francisco.

Abierto en 2010, Gemignani compró un establecimiento adyacente sobre delicatessen, ampliando su oferta y reduciendo sus tiempos de espera.
Desde la apertura en North Beach, Gemignani ha ampliado su concepto de casa de corte para incluir puestos de concesiones en Oracle Park, así como múltiples ubicaciones en California y Nevada bajo el nombre de Slice House by Tony Gemignani.

### Pizza Rock

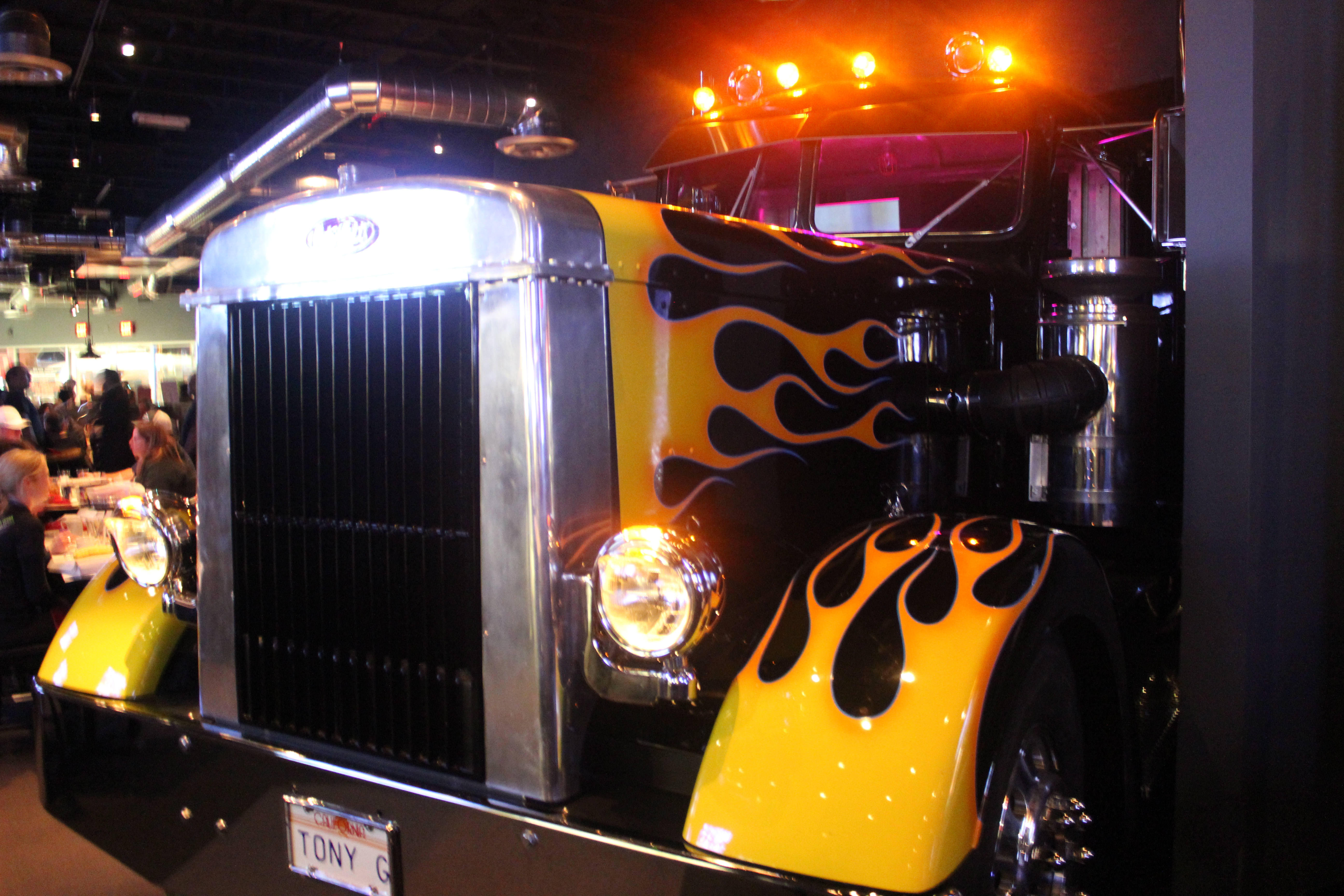
El icónico Semi-Truck de Pizza Rock, equipado con una cabina de DJ.

En 2011, Gemignani, Hewitt y Karpaty abrieron Pizza Rock en Sacramento, California, con un enfoque en el rock 'n' roll. Pizza Rock ofrece muchos de las mismas recetas que Tony's Pizza Napoletana, pero presenta eventos tales como Acoustic Brunch y DJ en vivo que se presentan desde un camión Peterbilt personalizado. Ahora en Sacramento, California, Las Vegas y Henderson, Pizza Rock ha recibido elogios en varias publicaciones, incluidas Sacramento y The Chew.

### Capo's

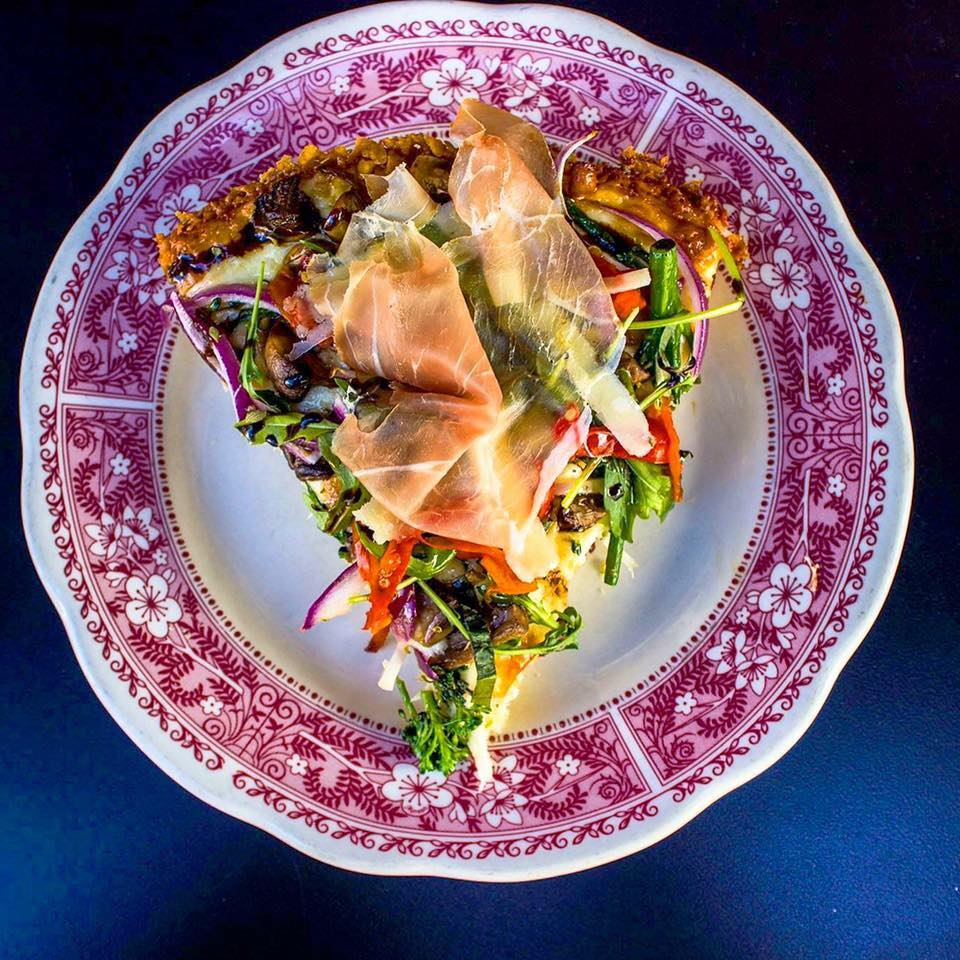
La galardonada pizza Capo's 2016, The Crown Point.

Capo's, el bar de pizzas y whisky al estilo Chicago de Gemignani, abrió en noviembre de 2012 a solo dos cuadras de Tony's Pizza Napoletana; Fue diseñado para sentirse como en un Speakeasy, el bar clandestino de la era de la prohibición. El restaurante ofrece pizza al estilo de Chicago; junto con platos del sur de Italia. Los artículos favoritos incluyen el Quattro Forni, una pizza gruesa de corte cuadrado cocinada en cuatro hornos que es una variación de una pizza horneada en tres hornos que le valió a Gemignani un campeonato internacional; The Dillinger y The Crown Point, pizzas de sartén, que ganaron la mejor pizza del mundo y la mejor de las mejores en el International Pizza Challenge en Las Vegas en 2014 y 2016, y posteriormente le dieron al chef Matt Molina el título de Pizza Maker del año en 2014 y el mejor campeón en 2016.

### Tony's of North Beach

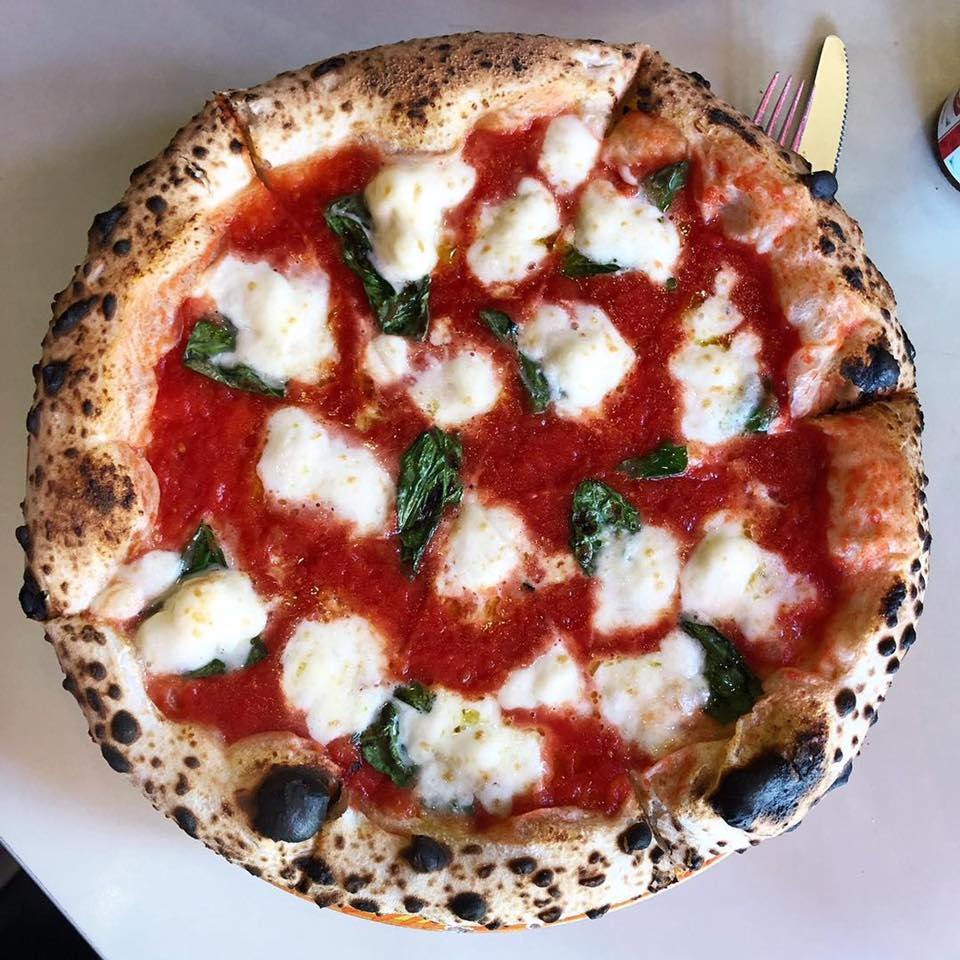
Pizza margarita de Gemignani en Tony's of North Beach.

Inaugurado en 2013 en el Graton Resort & Casino en Rohnert Park, California, Tony's of North Beach ofrece muchos estilos de pizzas hechas por Tony Gemignani. El menú ofrece ocho tipos de pizzas hechas en tres tipos diferentes de hornos, cenas de pasta de estilo familiar, sándwiches y ensaladas.

## International School of Pizza

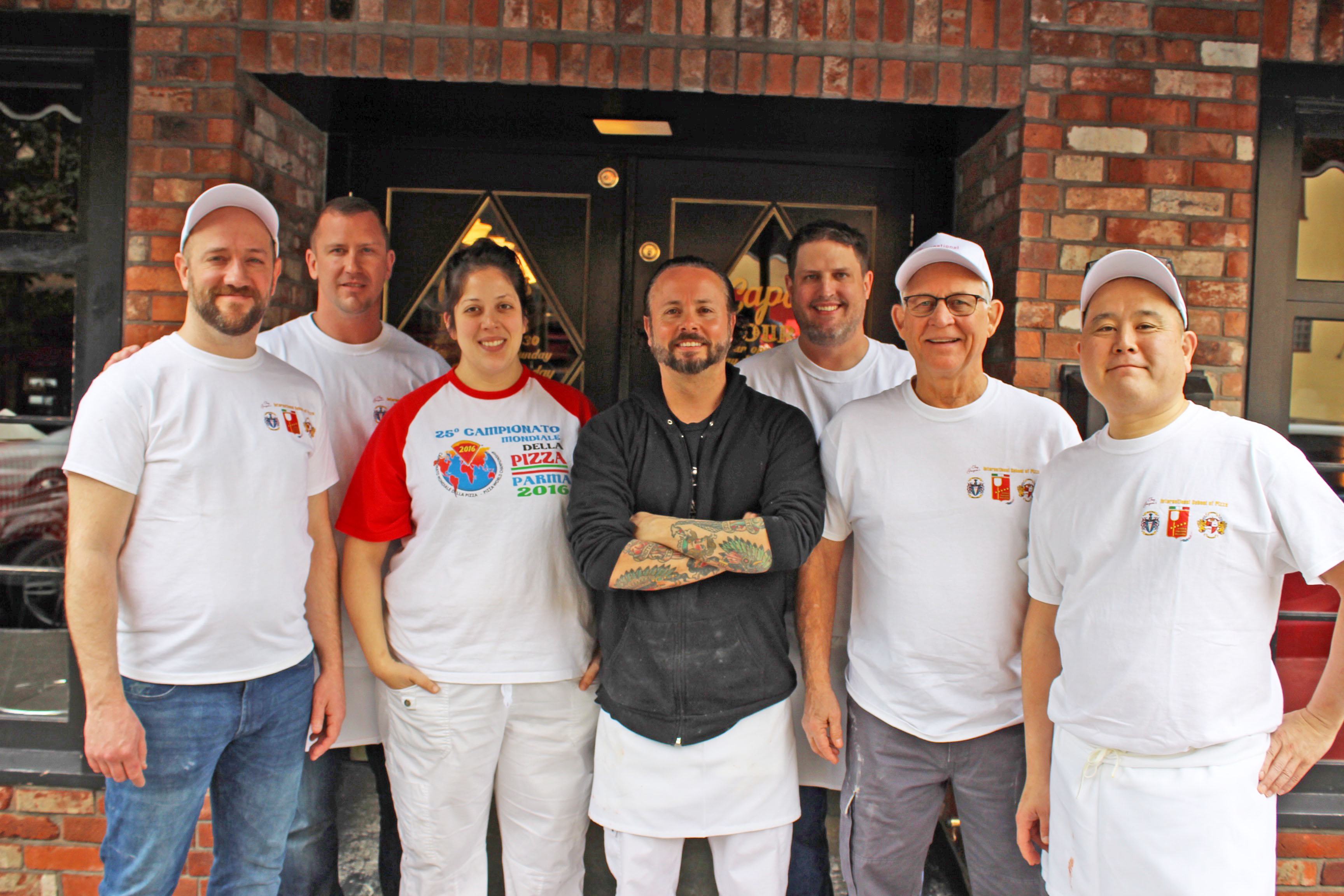
Tony y la instructora Laura Meyer con una clase de estudiantes graduados de la Escuela Internacional de Pizza.

Gemigani es el primer maestro instructor certificado en los Estados Unidos. Abrió la International School of Pizza («Escuela Internacional de Pizza») y la United States School of Pizza («Escuela de Pizza de los Estados Unidos») bajo la Scuola Italiana Pizzaioli. Gemignani y sus compañeros instructores certifican a estudiantes de todo el mundo, y las certificaciones provienen directamente de Italia con estrictas pautas y teorías seguidas de la Scuola Italiana Pizzaioli. Gemignani también ofrece cursos de cocineros caseros no profesionales, diseñados para enseñar a los cocineros caseros cómo hacer pizzas de calidad de restaurante en sus propias cocinas.

## Minorista

### Giovanni italiano Specialties

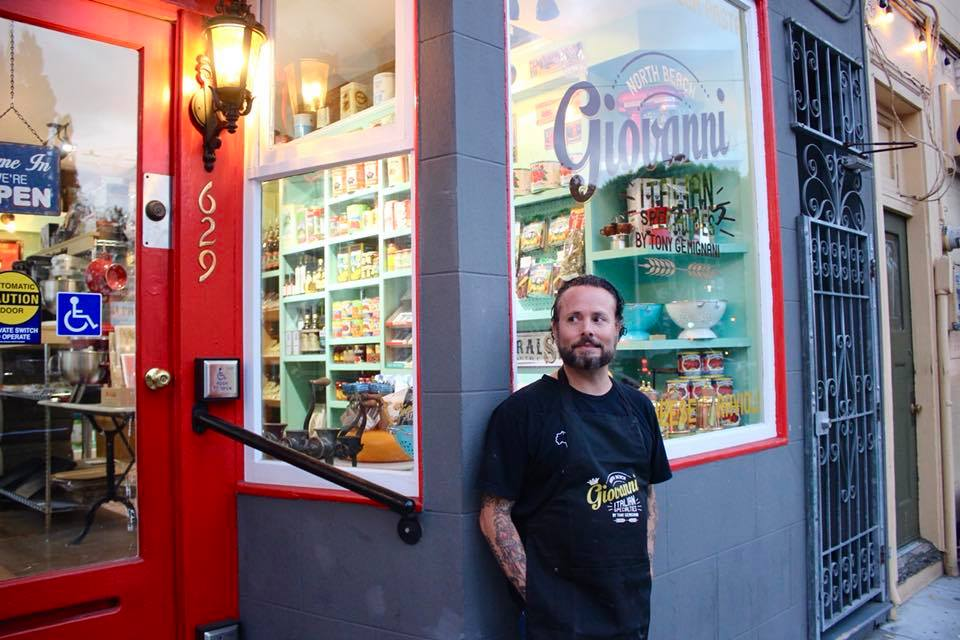
Tony en el exterior de Giovanni Italian Specialties en North Beach, San Francisco.

Inaugurado en octubre de 2017, Tony trajo una «tienda de especialidades italianas del viejo mundo» al vecindario de North Beach. Giovanni Italian Specialties ofrece pasta fresca, herramientas de cocina especializadas, libros de cocina y ofrece focaccia y piadina diariamente.

### Harina
La mezcla de pizza tipo 00 artesanal de California de Tony Gemignani está hecha por Central Milling.

## Libros
Gemignani es autor de tres libros:

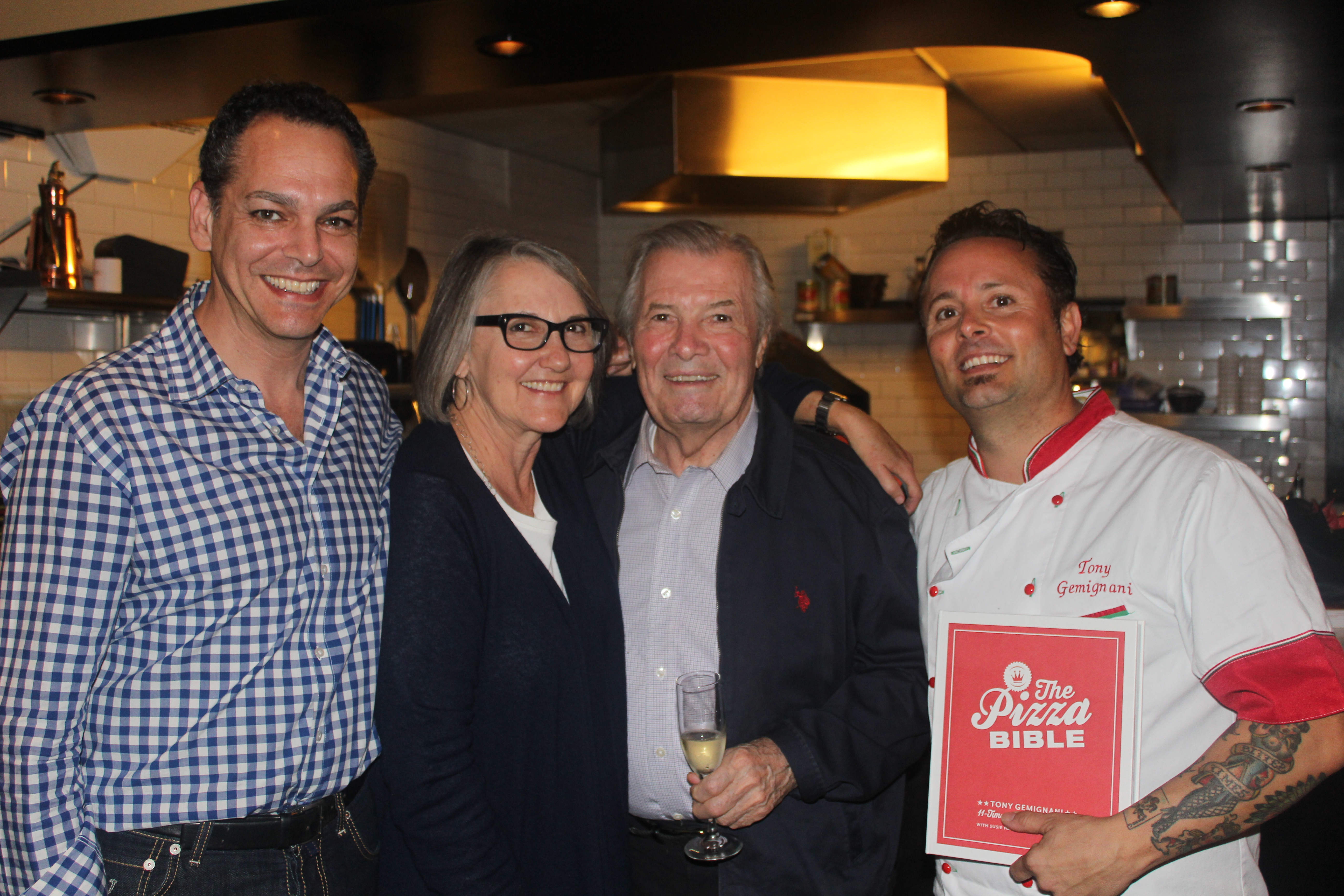
Tony Gemignani en su restaurante Tony's Pizza Napoletana para la fiesta de lanzamiento de The Pizza Bible el 21 de octubre de 2014 con Susie Heller, Steve Siegelman y Jacques Pépin.

- izza: More than 60 Recipes for Delicious Homemade Pizza (Chronicle Books, 28 de julio de 2005)[48]
- Tony and the Pizza Champions  (Chronicle Books, 4 de marzo de 2009)[49]
- The Pizza Bible (Ten Speed Press, 28 de octubre de 2014)[50]

## Premios

### Títulos
- Primer lugar Pizza All Stars por Antonio Mezzero (Porto, Portugal 2018) Cooking Pizza Neo Napoletana junto con Croft Port.[51]
- Primer Lugar Mejor Pizza (Pizza en Pala) Campeonato Mundial de Pizza (Parma, Italia, 2016).[52]
- 8 veces World Champion Pizza Acrobat (1995, 1996, 1997, 2000, 2001, 2005, 2006, 2007).[53]
- World Champion Pizza Maker, Copa Mundial de Pizza 2007, Nápoles, Italia.
- Roman Pizza, 2011 World Championships of Pizza Makers, Nápoles, Italia.
- Best of the Best World Champion/Master Pizza Maker, 2012 International Pizza Expo, Las Vega, Nevada.
- 2007 "Squadra Acrobatica" Pizza Olympics, Salsomaggiore, Italia.
- 2006 "Squadra Acrobatica", Salsomaggiore, Italia.
- 2005 "Team Acrobatic", Las Vegas, Nevada.
- 2005 Food Network "Pizza Battle.
- 2005 Icon Estates Pizza Battaglia.
- 1r Ganador de la Triple Corona en Pizza History.
- Gold Cup Pizza Classica, 2008 International Pizza Makers Challenge, Lecce, Italia.
- Gold Cup Pizza Teglia, 2008 International Pizza Makers Challenge, Lecce, Italia.
- Gold Cup Acrobat, 2008 International Pizza Makers Challenge, Lecce, Italia.
- Best Pizza USA, 2008 World Pizza Championships, Salsomaggiore, Italia.
- 2006 Pizza Champions Challenge, Food Network.
- Master of Champions, ABC TV.
- Inducted into the Legends of Pizza, 2006[54]

### Récords Guinness
- La base para pizza más grande girada por 2 minutos (92.71 cm / 36.5 in), 2006[55]
- La mayor cantidad de rollos consecutivos sobre los hombros en 30 segundos (37 veces), 2006[56]
- La pizza más larga del mundo (1.930,39 m) 2017[57]
- La mayor cantidad de gente lanzando masa de pizza al aire (263 personas), 2014[58]